# Alex Sobel
Pour les articles homonymes, voir Sobel.
Alexander David Sobel, né le 26 avril 1975 à Leeds, est un homme politique britannique, membre du Parti travailliste.
Il est député de Leeds North West dans le Yorkshire de l'Ouest en Angleterre depuis 2017. Il succède au libéral démocrate Greg Mulholland, qui occupait ce poste depuis 2005.

## Jeunesse
Les parents de Sobel émigrent d'Israël en 1971. Il est né à Leeds et étudie l'informatique à l'Université de Leeds. Jusqu'à son élection en tant que député, Sobel travaille avec des entreprises sociales et dirige l'organisme social Social Enterprise Yorkshire and Humber .

## Carrière politique
Il est conseiller pour le quartier de Moortown au conseil municipal de Leeds en 2012 et réélu en 2016. Il dirige les travaux du conseil sur la pollution de l'air et le changement climatique. Ses priorités en tant que député portent sur la protection des membres du marché unique et la nationalisation de l'énergie, de l'eau et de la Royal Mail. Il s'oppose au programme nucléaire Trident. Il est également membre fondateur du groupe Open Labor.
Membre du Mouvement ouvrier juif Sobel appelle en mai 2016 la communauté juive à travailler avec la députée Naz Shah, après ses propos antisémites, "afin qu'elle comprenne mieux la vie des juifs au Royaume-Uni, en Israël et dans le reste de la diaspora". Sobel est également membre du comité exécutif de SERA, la campagne pour l'environnement du parti travalliste.